# Parafia Matki Boskiej Bolesnej w Ligocie Wielkiej
Parafia Matki Boskiej Bolesnej w Ligocie Wielkiej – parafia rzymskokatolicka, znajdująca się w diecezji opolskiej, w dekanacie Otmuchów.